# Molho Bravo

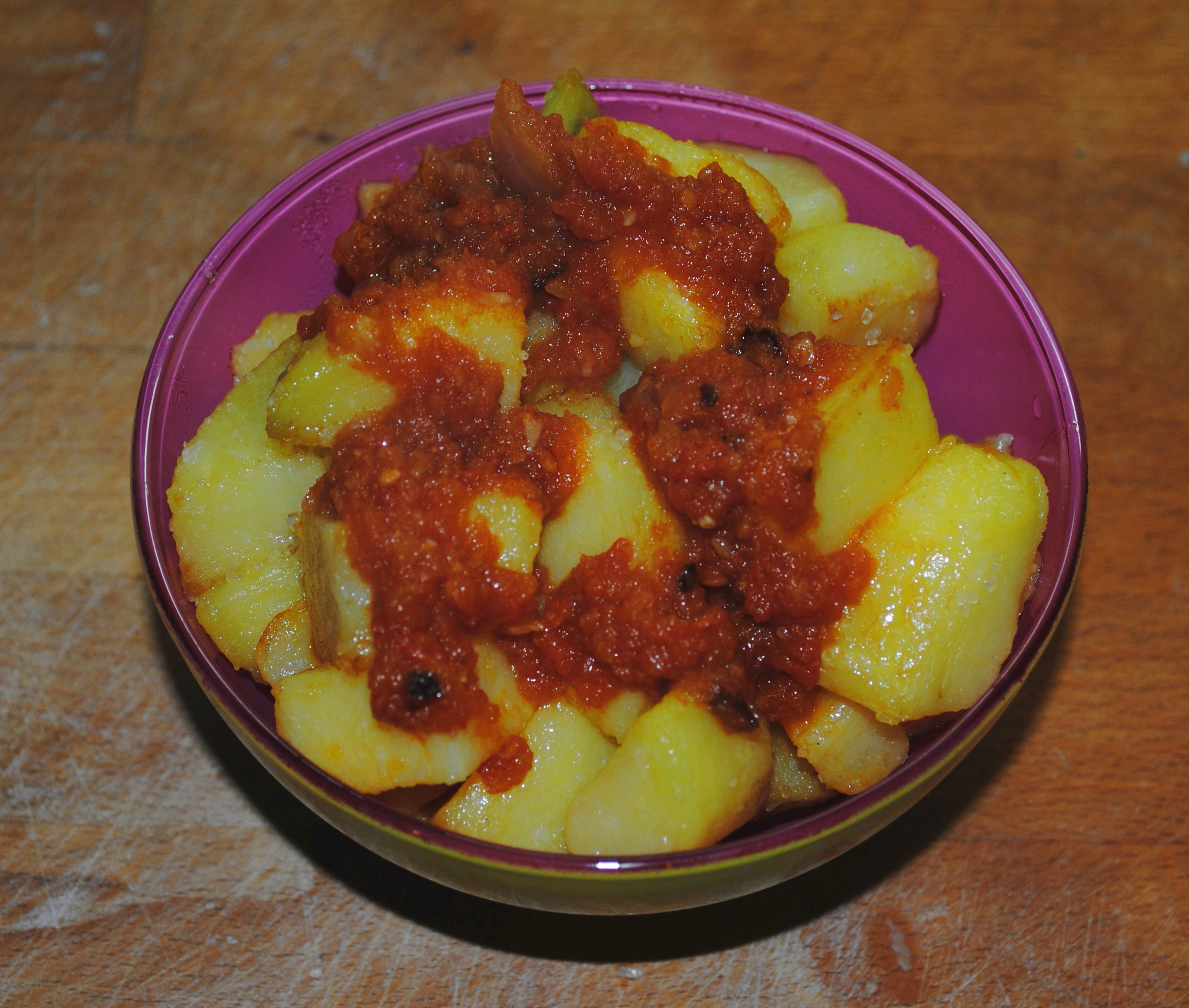
Batatas fritas com molho bravo

O Molho Bravo (es: salsa brava) é um molho picante típico na gastronomia de Madri. Tem entre seus principais ingredientes azeite de oliva, farinha, pimentão picante e caldo de ave ou caldo vegetal. Pela sua elaboração poderia se classificar como um velouté, ainda que não existe uma proporção definida, podendo ser tão suave ou picante conforme a preferência do cozinheiro. Também existe uma variedade usando azeite de alho com tomate.